# Okulistyka (kwartalnik)
Okulistyka – kwartalnik medyczny z zakresu okulistyki wydawany pod auspicjami Polskiego Towarzystwa Okulistycznego. Pismo ma charakter edukacyjny i szkoleniowy i jest adresowane do lekarzy okulistów oraz innych osób i instytucji zainteresowanych tematyką czasopisma.
Redaktorem naczelnym od początku istnienia periodyku (poza pierwszym numerem) jest prof. Jerzy Szaflik. Oprócz czterech wydań głównych w roku, publikowane są także suplementy i zeszyty edukacyjne „Kompendium Okulistyki”.
Pismo nie ma współczynnika wpływu Impact Factor (IF). W wykazach czasopism punktowanych Ministerstwa Nauki i Szkolnictwa Wyższego czasopismo otrzymywało: 4 punkty (w latach 2013-2014) i 7 punktów (2015-2016). W Index Copernicus pismo otrzymało parametr 4,14 (2012).